# Свети Стефан (Пазарджик)
„Свети Стефан“ (на арменски: Սուրբ Ստեփանոս, Сурп Степанос) е арменска апостолическа църква в Пазарджик. Тържествено е осветена на 18 декември 2011 г.

## История
Първата копка на храма е направена на 4 юли 2005 г. Освещаването се състои на 18 декември 2011 г. от Негово Високопреподобие архиерейския наместник на Епархията на арменската апостолическа православна църква в България архимандрит Апкар Овакимян. При освещаването е положен Свещения камък в олтара на храма от Светия Ечмиадзин, близо до Ереван, Армения. В църквата са експонирани реставрирани 60 – 70-годишни стари икони, а на входа ѝ са изписани имената на ктиторите и дарители.